# Bruno Valencony
Bruno Valencony (* 16. Juni 1968 in Bellerive-sur-Allier) ist ein ehemaliger französischer Fußballtorwart.

## Karriere
Valencony begann seine Karriere beim drittklassigen Ausbildungsverein INF Vichy. Dort rückte er 1986 als 18-Jähriger in den Kader der ersten Mannschaft auf und kam zu seinen ersten Einsätzen. 1987 wechselte er zum Zweitligisten SC Bastia. Bei Bastia war er zunächst nur Reservist. In der Saison 1989/90 durfte er erstmals für die Mannschaft auflaufen und kam auf insgesamt zehn Einsätze. Dennoch dauerte es bis zur Saison 1993/94, dass sich Valencony endgültig im Tor festsetzen konnte. Er stand bei jedem Spiel auf dem Platz und feierte mit seinem Team den Aufstieg in die erste Liga. Auch in der Eliteklasse konnte er seine Stammposition verteidigen. Mit dem Einzug in das Finale des Coupe de la Ligue 1995 gelang ihm einer der größten Erfolge seiner Karriere, auch wenn es mit 0:2 gegen Paris Saint-Germain verloren ging. 1996 verließ er den Verein und wechselte zum ebenfalls erstklassigen OGC Nizza. Mit diesem stieg er 1997 am Ende seiner ersten Saison in die zweite Liga ab, konnte aber gleichzeitig mit dem Gewinn des nationalen Pokals den einzigen Titel seiner Karriere holen. Im Finale besiegte Nizza EA Guingamp nach einem 1:1 mit 4:3 im Elfmeterschießen, wobei Valencony den entscheidenden Elfmeter hielt. In den folgenden Jahren wurde er mehr und mehr aus dem Tor verdrängt. Nach dem Wiederaufstieg in die erste Liga 2002 kam er zunächst gar nicht mehr zum Einsatz. Daher arbeitete der damals 35-Jährige Valencony ab 2003 nebenbei als Torwarttrainer des OGC. In der Saison 2004/05 kam er nach zwei Spielzeiten ohne Einsatz in der ersten Mannschaft zu seinem letzten Spiel in der Liga. Am Ende der Saison beendete er mit 37 Jahren seine Karriere. Er arbeitete fortan als hauptberuflicher Torwarttrainer für Nizza. Als solcher war er unter anderem an der Ausbildung von Hugo Lloris beteiligt. 2012 wurde sein Vertrag nicht verlängert.